# Abhidharma-kosha
Abhidharmakośabhāsya (Kommentar till Abhidharmas skattkammare), även förkortat till Abhidharmakośa (eller bara till Kośa eller AKB), är en central text om Abhidharma skriven på 400- eller 500-talet på sanskrit av den indiska buddhistiska lärde mästaren Vasubandhu.  Kośa sammanfattar Sarvāstivāda-Abhidharman fördelat på åtta kapitel med totalt cirka 600 verser. Därutöver kommenterar och kritiserar texten ofta Sarvāstivāda-Abhidharman. Texten är allmänt respekterad och används av buddhistiska skolor i Indien, Tibet och Östasien. Med tiden blev Abhidharmakośa den huvudsakliga källan till Abhidharma och Sravakayana-buddhism för senare Mahāyāna-buddhister. 
I Kośa presenterar Vasubandhu flera tolkningar av Abhidharma, främst de från Sarvāstivāda-Vaibhāṣika, vilka han ofta kritiserar från ett Sautrāntika-perspektiv. Kośa inkluderar ytterligare ett kapitel i prosa som vederlägger idén om "personen" (pudgala) som vissa buddhister från Pudgalavada-skolan höll för gällande.
Vaibhāṣikamästaren Samghabhadra ansåg att Vasubandhu hade feltolkat flera nyckelpunkter av Vaibhāṣikernas Abhidharma i sin Kośa. Han betraktade Vasubandhu som en Sautrāntika (sūtra-följare). Emellertid presenterar och försvarar Vasubandhu ofta Vaibhāṣikas Abhidharma-position på vissa punkter (kontra Sautrāntika ). På grundval av detta betraktar inte kinesiska kommentatorer som Pu Guang Vasubandhu som vare sig Vaibhāṣika eller Sautrāntika.
Abhidharmakośabhāsya (AKB) är ett verk inom Abhidharma-traditionen, ett fält inom buddhistisk filosofi som huvudsakligen bygger på Abhidharma-traditionen från Sarvāstivāda. Denna tradition inkluderar olika grupperingar eller "skolor" där de två huvudsakliga skolorna är Vaibhāṣika och Sautrāntika. Vaibhāṣika-traditionens huvudsakliga källa är Abhidharma Mahāvibhāṣa Śāstra som har sin bas i Kaśmīra. Den andra huvudtraditionen i Sarvāstivāda-filosofin var de mästare som kallades "de västliga" (Pāścāttya) eller "utomstående" (Bāhyaka), de var huvudsakligen baserade i Gandhara.
Dessa mästare (som senare kom att bli kända som Sautrāntiker) accepterade inte Vaibhāṣika-filosofin i dess helhet, utan sammanställde sina egna Abhidharma-texter, såsom Abhidharma-hṛdaya av Dharmaśrī, som var den första Abhidharma-texten som presenterade en räcka med verser följt av prosakommentaren (detta är samma  stil som Kośa följer). Detta verk kom att ha stort inflytande på efterföljande Abhidharma-texter (som imiterade dess stil) och kommenterades, tolkades och förklarades av många. Abhidharmakośabhāsyas stil och struktur är baserad på dessa Sautrāntika Abhidharma-verk.
Enligt KL Dhammajoti förespråkar Vasubandhu i AKB ofta Sautrāntika-skolans tolkningar till förmån för Sarvāstivāda Vaibhāṣikas i de fall det finns motstridiga påståenden. Till exempel kritiserar han läran om de tre tidernas (förr, nutid, framtid) existens, en central Sarvāstivāda-doktrin. Detta är dock inte alltid fallet och han verkar ibland också ha gynnat vissa Vaibhāṣika-doktriner (kontra Sautrāntika), det gäller till exempel vissa mentala faktorers (caittas) existens, föreställningen om konjunktionen (saṃprayoga) av sinne (citta) och mentala faktorer och även Sarvāstivāda-doktrinen om ett samtidigt orsakssamband (sahabhu-hetu) som förkastades av Sautrantika-mästare som Śrīlāta.

## Översikt av innehållet
Texten är uppdelad på följande kapitel:
- 1: Utläggning om elementen (dhātu-nirdeśa)
- 2: Utläggning om förmågorna (indriya-nirdeśa)
- 3: Utläggning om världen (loka-nirdeśa)
- 4: Utläggning om karma (karma-nirdeśa)
Kapitel fyra i Kośa ägnas åt en studie av karma, medan kapitel två och fem innehåller beskrivningar av mekanismen för resultat och konsekvenser. [7]
- 5: Utläggning om de fundamentala tendenserna (anuśaya-nirdeśa)
- 6: Utläggning om vägar och personer (mārgapudgala-nirdeśa)
- 7: Utläggning om visdom (jñāna-nirdeśa)
- 8: Utläggning om det som uppnås av meditation (samāpatti-nirdeśa)
- 9: Vederläggningen av föreställningen om ett jag (atmavāda-pratiṣedha)

## Texten och dess översättningar
Sanskrit-originalet av Abhidharmakośabhāṣya var otillgängligt i århundraden och akademiker kunde enbart studera det genom existerande översättningar till kinesiska och tibetanska. Verket betraktades vara av sådan betydelse för det indiska tänkandets historia att  forskaren Rāhula Sāṅkṛtyāyana (1893–1963) på 1930-talet återöversatte verserna från tibetanska till sanskrit. Han författade även sin egen sanskritkommentar till dem. Vid ett senare besök i Tibet upptäckte Sāṅkṛtyāyana ett gammalt palmbladsmanuskript på 367 blad som inte bara innehöll Vasubandhus verser utan även hans försvunna kommentar. Professor P. Prahdan från Utkal University publicerade 1967 (och 1975 i en reviderad upplaga) den ursprungliga sanskrittexten till Vasubandhus Abhidharmakośabhāṣya, Vasubandhus stora verk som sammanfattar tidigare traditioner från Vibhāṣā-skolan för buddhistisk filosofi.
Abhidharmakośa-kārikā (verserna) och Abhidharmakośa-bhāsya (autokommentaren) översattes till kinesiska på 600-talet av Paramārtha (T1559). De översattes igen på 700-talet av Xuanzang (T1560 & T1558). Andra översättningar och kommentarer finns på tibetanska, kinesiska, klassisk mongoliska och gammaluiguriska.
Verserna och kommentaren översattes för första gången till ett europeiskt språk av Louis de La Vallée-Poussin och publicerades 1923–1931 på franska. Den franska översättningen baseras i första hand på Xuanzangs kinesiska översättning men den refererar även till sanskrittexten, till Paramārthas kinesiska översättning och till den tibetanska översättningen.
För närvarande finns det tre fullständiga engelska översättningar. Den första av Leo M. Pruden (1988) och den andra av Gelong Lodrö Sangpo (2012) är båda baserade på La Vallée-Poussins franska översättning. Den tredje av Masahiro Shōgaito 2014 är en översättning av den uiguriska översättningen av Xuanzangs kinesiska översättning.
- La Vallée-Poussin, Louis de (1923–1931). L'Abhidharmakośa de Vasubandhu. Brussels: Institut belge des hautes études chinoises
- Pruden, Leo M. (1988–1990). Abhidharmakośabhāṣyam of Vasubandhu (4 volumes). Berkeley, California: Asian Humanities Press. ISBN 0-89581-913-9
- Lodrö Sangpo, Gelong (2012). Abhidharmakośa-Bhāṣya of Vasubandhu: The Treasury of the Abhidharma and its (Auto) commentary (4 volumes). Delhi: Motilal Banarsidass Publishers
- Shōgaito, Masahiro (2014). The Uighur Abhidharmakośabhāṣya: Preserved at the Museum of Ethnography in Stockholm. Wiesbaden, Germany: Harrassowitz Verlag

### Indiska kommentarer
Andra indiska buddhistiska kommentarer inkluderar:
- Samghabhadra (400-talet e.Kr.), Abhidharmakośa-śāstra-kārikā-bhāṣya (Wyl.: chos mngon pa mdzod kyi bstan bcos kyi tshig le'ur byas pa'i rnam par bshad pa). Detta är en kort sammanfattning av Abhidharmakośa.
- Samghabhadra (400-talet e.Kr.), Nyāyānusāra. Denna text kritiserar Vasubandhus utläggning på många punkter och försvarar Vaibhasikas ortodoxa åsikter mot Vasubandhu och andra Sautrāntiker som Śrīlāta och hans elev Rāma. Den finns bara kvar i en kinesisk översättning av Xuanzang.[10]
- Yashomitra (6th c. CE), Abhidharmakośa-ṭīkā eller Abhidharmakośa-sphuṭārthā (Wyl.: chos mngon pa'i mdzod kyi 'grel bshad (don gsal ba))
- Sthiramati (6th c. CE), Abhidharmakoṣa-bhāṣya-ṭīkā-tattvārtha (Wyl.: chos mngon pa mdzod kyi bshad pa'i rgya cher 'grel pa, don gyi de kho na nyid)
- Dignaga (6th c. CE), Abhidharmakośa-vṛtti-marmapradīpa (Wyl.: chos mngon pa'i mdzod kyi 'grel pa gnad kyi sgron ma)
- Purnavardhana, Abhidharmakośa-ṭīkā-lakṣaṇānusāriṇī (Wyl.: chos mngon pa mdzod kyi 'grel bshad mtshan nyid kyi rjes su 'brang ba). Purnavardhana var lärjunge till Sthiramati.[9]
- Purnavardhana, Abhidharmakośa-ṭīkā-lakṣaṇānusāriṇī (andra kommentaren, men med samma namn som den första)
- Śamathadeva (datum okänt), Abhidharmakośa-ṭīkopayikā (Wyl.: chos mngon pa'i mdzod kyi 'grel bshad nye bar mkho ba, Derge nr. 4094 / Peking Nr. 5595), en handbok av Kośa som citerar passager från Mūlasarvāstivāda Tripitaka.[11]
- Okänd författare, Sārasamuccaya-nāma-abhidharmāvatāra-ṭīkā (Wyl.: chos mngon pa la 'jug pa rgya cher 'grel pa snying po kun las btus)

Enligt Paul Demiéville är några av de större bevarade kinesiska kommentarerna till Abhidharmakośa följande:
- Shen-t'ai, Chü-she lun shu, ursprungligen i tjugo kinesiska volymer, idag finns bara volymerna 1, 2, 4, 5, 6, 7 och 17 kvar.
- P'u-kuang, Chü-she lun chi (i trettio volymer, 600-talet), som citerar Shen-t'ai. P'u-kuang skrev också en kort avhandling om Kosa.
- Fa-pao, Chü-she lun shu, som citerar Shen-t'ai och P'u-kuang.
- Yuan-hui, Chü-she tun sung shu. Enligt Demiéville kommenterades detta arbete flera gånger i Kina och användes i stor utsträckning i Japan. Han menar att det är från detta arbete som Mahayanisterna i allmänhet hämtar sin kunskap om Kośa men att den från ett indologist perspektiv inte är lika intressant som tre ovan nämnda kommentarerna.

Två andra lärjungar till Xuanzang, Huai-su och K'uei-chi, skrev kommentarsverk till Kośa som båda gått förlorade.

### Tibetanska kommentarer
- Chim Lozang Drakpa (1299–1375), En ocean av utmärkta förklaringar som klargör Abhidharma Kośa (Wyl.: chos mngon pa gsal byed legs par bshad pa'i rgya mtsho)
- Chim Jampé Yang (1200-talet), Abhidharmas ornament (Wyl.: mngon pa'i rgyan), Chim Jampé Yang var en elev till Chim Lozang Drakpa.
- Rongtön Sheja Kunrig (1367–1449),  Ett fullständigt klargörande av det som kan vetas (Wyl.: shes bya rab gsal). Rongtön var en av Sakya-skolans stora lärde.
- Gendün Drup, den första Dalai Lama (1391–1474) Belysning av  vägen till befrielse (Wyl.: thar lam gsal byed)
- Den nionde Karmapa Wangchuk Dorje (1556–1603),  (Wyl.: chos mngon pa mdzod kyi rnam par bshad pa chos mngon rgya mtsho'i snying po mkhyen brtse'i zhal lung gzhon nu rnam rol legs bshad chos mig rnam 'byed grub bde'i shing rta)
- Mipham Rinpoche (1846–1912), (Wyl.: rin po che'i do shal blo gsal dgyes pa'i mgul rgyan )
- Jamyang Loter Wangpo (1847–1914), En lykta som belyser upp Vasubandhus intentioner (Wyl.: dbyig gnyen dgongs pa gsal ba'i sgron me)
- Khenpo Shenga (1871–1927), En spegel för det som kan vetas (Wyl.: shes bya'i me long)